# Eric Valiente
Pour les articles homonymes, voir Valiente.
Valiente  Bonafé est un nom espagnol. Le premier nom de famille, en général paternel, est Valiente ; le second, en général maternel, souvent omis, est Bonafé.
Eric Valiente Bonafé (né le 6 juillet 1992, à Almussafes dans la Communauté valencienne) est un coureur cycliste espagnol.

## Biographie
De 2011 à 2017, Eric Valiente court au sein de divers clubs amateurs en Espagne. Il obtient notamment quelques victoires sur des courses régionales et divers podiums lors de championnats régionaux. 
En octobre 2017, il intègre l'équipe continentale VIB Bikes, qui évolue sous licence bahreinie. Bon grimpeur, il se distingue au niveau UCI en terminant cinquième de l'étape reine du Tour de Singkarak, en Indonésie. L'année suivante, il se classe cinquième du Tour de la Wilaya d'Oran (deuxième d'une étape), onzième du Tour d'Algérie (troisième d'une étape) ou encore douzième du Tour de Mevlana. 

## Palmarès
- 2015
  - Trofeo Vila de Benaguasil
- 2016
  - Trofeu Festes Populars
  - 2e de la Ronde du Maestrazgo

## Classements mondiaux
| Année           | 2018 |
| --------------- | ---- |
| UCI Africa Tour | 126e |